# Friedrich Ottiker
Friedrich Ottiker, auch Fritz Ottiker (* 11. Februar 1865 in Bauma; † 26. August 1929 in Zürich) war ein Schweizer Unternehmer und liberaler Gesundheitspolitiker.

## Leben

### Familie
Friedrich Ottiker war der Sohn des Metzgermeisters und Kantonsrats Johann Ulrich Ottiker und dessen Ehefrau Emma (geb. Fischer).
Ida Fanny, die Tochter des Textilfabrikanten und Friedensrichters Johannes Wirth, war seit 1889 seine Ehefrau; gemeinsam hatten sie mehrere Kinder.

### Werdegang
Nach dem Besuch der Sekundarschule in Bauma und der Industrieschule (siehe Kantonsschule Rychenberg) in Winterthur, kam Friedrich Ottiker an die Handelsschule in Neuenburg und besuchte später noch die 1881 gegründete Seidenwebschule Zürich.
Nach seiner Ausbildung war er in verschiedenen Industriebetrieben sowie in der Versicherungsbranche tätig.
1885 übernahm er das Geschäft seines erkrankten Vaters und verkaufte dieses 1896.
Von 1897 bis 1908 war er als Bezirksrichter tätig.
In der Schweizer Armee hatte er den Dienstgrad Oberstleutnant der Artillerie.

### Politisches und gesellschaftliches Wirken
Friedrich Ottiker war von 1895 bis 1908 Gemeindepräsident von Bauma und von 1897, als Nachfolger von Heinrich Bosshard, bis 1917 freisinnig-demokratischer Zürcher Kantonsrat, dessen Vizepräsident er 1913 wurde und dem er 1914 als Präsident vorsass.
Vom 4. Dezember 1905 bis zu seinem Rücktritt am 2. Dezember 1917 war er Nationalrat und in dieser Zeit von 1908 bis 1917 Bezirksstatthalter des Bezirks Pfäffikon.
Als Nachfolger von Johannes Stössel war er von 1917 bis zu seinem Tod Regierungsrat (Präsident von 1927 bis 1928) und leitete als Direktor die Departments Gesundheits- und Armenwesen; ihm folgte Johannes Sigg als Regierungsrat.
Friedrich Ottiker galt als Schöpfer des Zürcher Armengesetzes.

### Ehrungen und Auszeichnungen
1927 wurde Friedrich Ottiker durch die medizinische Fakultät der Universität Zürich zum Dr. med. h. c. ernannt.